# Ouratea jamaicensis
Espèce
Classification phylogénétique
Statut de conservation UICN

 NT  : Quasi menacé
Ouratea jamaicensis est une espèce de plantes à fleurs de la famille des Ochnaceae. C'est un arbuste endémique à la Jamaïque.   

## Descriptio n
C'est un arbuste.

## Répartition et habitat
On trouve l'espèce dans les bois et les bordures des pâtures sur sol calcaire, dans le centre et l'ouest de la Jamaïque.